# Lokomotywa trakcyjna
Lokomotywa trakcyjna (in. liniowa) – lokomotywa przeznaczona do prowadzenia pociągów na szlaku kolejowym. Są to zarówno lokomotywy elektryczne, jak i lokomotywy spalinowe.
Główną cechą lokomotyw trakcyjnych (odróżniającą je od lokomotyw manewrowych) są dwie kabiny zapewniające dobrą widoczność w kierunku jazdy i duża moc zastosowanych silników trakcyjnych w elektrowozach, lub duża moc silnika spalinowego zastosowanego w spalinowozach. Ta ostatnia cecha ma zapewnić nie tyle duże zdolności do uciągu co dobrą dynamikę trakcji (zdolność przyśpieszania z prowadzonym składem, dobre pokonywanie wzniesień, wysoką prędkość na szlaku). Istotny jest też spokojny bieg lokomotywy przy większych prędkościach; niektóre lokomotywy (np. ET22) pomimo dobrych osiągów prędkościowych z uwagi na konstrukcyjne przeznaczenie i układ sześciu osi mają mniej spokojny bieg niż lokomotywy lżejsze (np. EU07).
Lokomotywy trakcyjne (in. liniowe) w ruchu pasażerskim muszą też posiadać układ do ogrzewania składu. W przypadku lokomotyw elektrycznych napięcie 3000 V do ogrzewania składu pochodzi z sieci trakcyjnej.
W przypadku lokomotyw spalinowych problem może być rozwiązany na kilka sposobów:
- lokomotywa wyposażona w kocioł parowy opalany olejem napędowym, ogrzewanie składów parą (obecnie praktycznie niestosowane) – np. SP42, SP45
- prądnice grzewcze zasilane z silnika (SP32) lub ogrzewanie zasilane bezpośrednio z prądnicy głównej (jak w przypadku nieeksploatowanej już serii lokomotywy SU42 – wiązało się to z koniecznością stosowania specjalnych wagonów z ogrzewaniem na 600V). Sprawia to, że latem lokomotywy spalinowe mogą prowadzić cięższe składy niż w okresie grzewczym – gdzie część mocy jest wykorzystywana na ogrzewanie składu.
- lokomotywa wyposażona w oddzielny, niezależny od silnika głównego agregat prądotwórczy – SU42 (numery zaczynające się od 500)

Lokomotywy trakcyjne są w układzie:
- czteroosiowym (zasadniczo elektrowozy np. EU07, EP09)[2]
- sześcioosiowym (większe elektrowozy np. ET22, spalinowozy np. SU45, SU46, ST43)
- ośmioosiowym najcięższe (lokomotywy dwuczłonowe np. ET42).

Lokomotywy trakcyjne są wyjątkowo używane do prac manewrowych. Są do tego celu nieergonomiczne (słaba widoczność) i nieekonomiczne (niepotrzebnie duża moc silników). Ponadto lokomotywy te mają często większą długość i gorzej wpisują się w ciasne łuki często spotykane na bocznicach kolejowych.